# Fender Bandmaster
Fender Bandmaster je cijevno gitarsko pojačalo koje je Fender proizvodio od 1953. – 1974. godine. Fender Bandmaster VM (Vintage Modified) glava pojačala dizajnom je odabrana kombinacija kvalitetnih cijevi u sekciji pretpojačala, čija platforma pruža temelj širokom rasponu tona. Kao iz standarnih Blackface Fenderovih modela. Model također ima ugrađen novi digitalni procesor signala (DSP), koji omogućava korištenje mnogih efekata. Uz model Fender Showman, Bandmaster je prvo cijevno profesionalno studijsko pojačalo urađeno za široko tržište.

## Karakteristike
- Cijevi u pretpojačalu: dvije 12AX7
- Cijevi u pojačalu: dvije 6L6
- Izlaz: 1 + vanjski spoj za zvučnik
- Kanal: dva po odabiru (Clean i Drive)
- Efektivna snaga: 40 W
- Kontrolni potovi: Clean kanal: glasnoća (volume), ekvilajzer (treble,      bass)

Drive kanal: drive prekidač, objedinjena snaga (gain), glasnoća      (volume), ekvilajzer (treble, middle, bass), efekti (reverb, delay, chorus)
- Zvučnik: 4 ili 8 Ω
- Ispravljač: solid state

## Kronologija proizvodnje
| Godina                       | Ulaz                                  | Efektivna izlazna snaga | Dostupno                       | Zvučnik                                          | Kontrolni pot                                                                              | Elektronički krug/Model |
| 1953.                        | 2 instrumenta + 1 mikrofon            |                         | Kombo (model široka ploča)     | 1x15" + vanjski spoj                             | Volume, Treble, Bass                                                                       | 5C7                     |
| 1954.                        | 2 instrumenta + 1 mikrofon            |                         | Kombo (model široka ploča)     | 1x15" + vanjski spoj                             | Volume, Treble, Bass                                                                       | 5D7                     |
| 1955.                        | 2 instrumenta + 1 mikrofon            | 26 W                    | Kombo (model uska ploča)       | 3x10" + vanjski spoj                             | Volume, Treble, Bass, Presence                                                             | 5E7                     |
| Travanj 1960.                | 2 kanala, visoki i niski izlazni spoj |                         | Kombo (w/Modern Fender style)  |                                                  | Volume, Treble, Bass Vibrato kanal: Speed, Intensity master Presence                       | 6G7                     |
| Kraj 1960.                   | 2 kanala, visoki i niski izlazni spoj |                         |                                |                                                  | Volume, Treble, Bass Vibrato kanal: Speed, Intensity master Presence                       |                         |
| Veljača 1961. - Lipanj 1963. | 2 kanala, visoki i niski izlazni spoj | 40 W                    | Nadogradnja ("glava pojačala") | 2x12" + vanjski spoj Oxford 12M6-10, Jensen C12N | Volume, Treble, Bass Vibrato kanal: Speed, Intensity master Presence                       | 6G7-A                   |
| Srpanj 1963.                 | 2 kanala, visoki i niski izlazni spoj | 40 W                    | Nadogradnja ("glava pojačala") | - - - - -                                        | Volume, Treble, Bass Vibrato kanal: Speed, Intensity Presence pot uklonjen, a Bright dodan | AB763                   |
| 1968.                        | 2 kanala, visoki i niski izlazni spoj |                         | Nadogradnja ("glava pojačala") | - - - - -                                        | Volume, Treble, Bass Vibrato kanal: Speed, Intensity Bright                                | AA568                   |
| 1969.                        | 2 kanala, visoki i niski izlazni spoj |                         | Nadogradnja ("glava pojačala") | - - - - -                                        | Volume, Treble, Bass Vibrato kanal: Speed, Intensity Bright                                | AA1069                  |
| 1974.                        | Prestanak proizvodnje                 | .                       | .                              | .                                                | .                                                                                          | .                       |

## Izgled
- Tweed
- Blonde
- Blackface
- Silverface

## Elektronički krug/modeli

#### 6G7
Model 6G7 sklop korišten je od 1961. – 1963. godine i to u nekoliko Fenderovih pojačala, uključujući i model Bandmaster. Sklop ima ugrađen efekt vibrata i poluči 40W efektivne snage u 4 Ω otpora. Mnogi ljubitelji Fenderovih modela smatraju ovaj efekt za nešto najbolje proizvedeno. 

#### AB763
U srpnju 1963. godine proizveden je AA763, odnosno AB763 sklop koji je u Blackface modelima bio nadogradnja, u Blonde modelima je predstavio vrhunski overdrive efekt zvuka. Kao što je dizajn 6G7 sklopa smatran za najbolji učinak efekta, ovaj je kod mnogih kolekcionara pojačala smatran za najbolji dizajn verzije elektroničkog kruga za ovaj model pojačala.

#### AA568
Model AA568 sklop proizveden je u svibnju 1968. godine, koji se do '74-te nazivao i Silverface elektronički krug (misli se na modele s brušenom aluminijskom kontrolnom pločom). 

#### AA1069
Model AA1069 sklop je nadogradnja verzije AA568 na čiju se osnovicu unatoč usvojenim promjenama ipak u listopadu 1969. godine vratilo. 

## Vanjske poveznice
- Gitarsko pojačalo Fender Bandmaster[neaktivna poveznica]